# Europamesterskabet i fodbold 1996 - Finalen
Finalen om Europamesterskabet i fodbold 1996 var den 10. finale siden turneringens etablering i 1960. Den blev spillet den 30. juni 1996 på Wembley Stadium i London, og skulle finde vinderen af Europamesterskabet i fodbold 1996. De deltagende hold var Tjekkiet og Tyskland. Tyskerne vandt 2-1 på et golden goal i forlænget spilletid, hvilket var første gang i historien at en afgørende kamp ved en slutrunde var blevet afgjort på denne måde.
Det var Tysklands femte EM-finale, og de havde mulighed for at vinde deres tredje titel efter triumferne i 1972 og 1980 som Vesttyskland. Ved den seneste turnering i 1992 nåede de også finalen, hvor de tabte 0-2 til Danmark. Tjekkiet spillede deres første EM-turnering siden opløsningen af Tjekkoslovakiet. Både Tyskland og Tjekkiet var gået videre til slutspillet fra Gruppe C i gruppespillet med henholdsvis syv og fire point. Tyskerne havde vundet det første indbyrdes opgør med 2-0.
Kampen blev ledet af den italienske dommer Pierluigi Pairetto.

## Kampen
Patrik Berger bragte Tjekkiet foran i det 59. minut på straffespark. I det 73. minut udlignede angriberen Oliver Bierhoff for tyskerne. Der kom ikke flere mål i den ordinære spilletid, og holdene skulle derfor ud i forlænget spilletid. Fem minutter inde i den forlængede spilletids 1. halvleg scorede Bierhoff på et golden goal, og Tyskland havde dermed vundet deres tredje EM-titel. Dette var første gang at et internationalt mesterskab blev afgjort med et golden goal.

### Detaljer
| 30. juni 1996 20:00 |

| Tjekkiet             | 1 – 2 (e.f.s.) | Tyskland           |
| -------------------- | -------------- | ------------------ |
| Berger 59' (Straffe) | (rapport)      | 73' 95' Bierhoff · |

| Wembley Stadium, London Tilskuere: 73.611 Dommer: Pierluigi Pairetto (Italien) |

| Tjekkiet | Tyskland |

| TJEKKIET:       |    |                     |     |     |
|                 |    |                     |     |     |
| MÅ              | 1  | Petr Kouba          |     |     |
| F               | 3  | Jan Suchopárek      |     |     |
| F               | 5  | Miroslav Kadlec (a) |     |     |
| F               | 15 | Michal Horňák       | 47' |     |
| F               | 19 | Karel Rada          |     |     |
| M               | 4  | Pavel Nedvěd        |     |     |
| M               | 7  | Jiří Němec          |     |     |
| M               | 13 | Radek Bejbl         |     |     |
| M               | 14 | Patrik Berger       |     |     |
| A               | 8  | Karel Poborský      |     | 88' |
| A               | 9  | Pavel Kuka          |     |     |
| Indskiftninger: |    |                     |     |     |
| A               | 17 | Vladimír Šmicer     |     | 88' |
| Træner:         |    |                     |     |     |
| Dušan Uhrin     |    |                     |     |     |

| TYSKLAND:       |    |                      |     |     |
|                 |    |                      |     |     |
| MÅ              | 1  | Andreas Köpke        |     |     |
| F               | 6  | Matthias Sammer      | 69' |     |
| F               | 5  | Thomas Helmer        | 63' |     |
| F               | 21 | Dieter Eilts         |     | 46' |
| F               | 14 | Markus Babbel        |     |     |
| F               | 17 | Christian Ziege      | 91' |     |
| M               | 10 | Thomas Häßler        |     |     |
| M               | 19 | Thomas Strunz        |     |     |
| M               | 8  | Mehmet Scholl        |     | 69' |
| A               | 11 | Stefan Kuntz         |     |     |
| A               | 18 | Jürgen Klinsmann (a) |     |     |
| Indskiftninger: |    |                      |     |     |
| MF              | 3  | Marco Bode           |     | 46' |
| FW              | 20 | Oliver Bierhoff      |     | 69' |
| Træner:         |    |                      |     |     |
| Berti Vogts     |    |                      |     |     |

| Kampens bedste spiller: Karel Poborský (Czech Republic) Linjedommere: Donato Nicoletti (Italien) Tullio Manfredini (Italien) Fjerde dommer: Marcello Nicchi (Italien) |